# Neomorphus rufipennis
A Neomorphus rufipennis a madarak osztályának kakukkalakúak (Cuculiformes) rendjébe és a kakukkfélék (Cuculidae) családjába tartozó faj.

## Rendszerezése
A fajt George Robert Gray angol ornitológus  írta le 1878-ban, a Cultrides nembe Cultrides rufipennis néven.

## Előfordulása
Dél-Amerika északi részén, Brazília és Kolumbia, Guyana és Venezuela területén honos. Természetes élőhelyei a szubtrópusi és trópusi síkvidéki esőerdők. Állandó, nem vonuló faj.

## Megjelenése
Átlagos testhossza 50 centiméter.

## Természetvédelmi helyzete
Az elterjedési területe nagyon nagy, egyedszáma viszont csökken, de még nem éri el a kritikus szintet. A Természetvédelmi Világszövetség Vörös listáján nem fenyegetett fajként szerepel.